# Ladislav Macháček
Ladislav Macháček (5. září 1928 Semín – 23. července 2020 Praha) je český nevidomý akademický malíř, grafik a sochař.

## Život
Narodil se v roce 1928 v Semíně. Již od mládí trpěl oční vadou. V letech 1946 až 1950 studoval na Státní škole grafické v Praze, jeho studiem ho doprovázel profesor Karel Müller.